# Autumn Leaves
Autumn Leaves (bra: Folhas Mortas; prt: Folhas de Outono) é um filme estadunidense de 1956, do gênero drama psicológico, dirigido por Robert Aldrich, estrelado por Joan Crawford, e co-estrelado por Cliff Robertson. O roteiro foi escrito por Jean Rouverol e Hugo Butler, embora tenha sido creditado a Lewis Meltzer, Robert Blees e Jack Jevne (servindo de fachada), já que Rouverol e Butler estavam na lista negra de Hollywood na época do lançamento do filme.
A trama retrata a história de uma mulher que se apaixona por um homem mais jovem com graves problemas mentais.

## Sinopse
Millicent "Milly" Wetherby (Joan Crawford) é uma mulher de meia-idade cuja vida carece de amor e afeição. Os dias solitários de Milly mudam quando ela conhece Burt Hanson (Cliff Robertson), um rapaz mais jovem e carismático. Depois que Burt a conquista e pede sua mão em casamento, Milly começa a desconfiar que ele talvez sofra de algum transtorno mental sério. A vida da mulher começa a ficar ainda mais complicada quando Virginia Hanson (Vera Miles), uma mulher que alega ser a primeira esposa de Burt, aparece.

## Elenco
- Joan Crawford como Millicent "Milly" Wetherby
- Cliff Robertson como Burt Hanson
- Vera Miles como Virginia Hanson
- Lorne Greene como Sr. Hanson
- Ruth Donnelly como Liz Eckhart
- Shepperd Strudwick como Dr. Malcolm Couzzens
- Selmer Jackson como Sr. Wetherby
- Maxine Cooper como Enfermeira Evans
- Marjorie Bennett como Garçonete
- Frank Gerstle como Sr. Ramsey
- Leonard Mudie como Coronel Hillyer
- Maurice Manson como Sr. Masterson
- Boh Hopkins como Mesário

## Produção
O título de produção original do filme foi "The Way We Are". Robert Aldrich o desenvolveu originalmente para sua própria empresa, a Associates and Aldrich, e foi anunciado em julho de 1954, baseado em um roteiro original de Jack Jevne.
Aldrich contratou Joan Crawford para o papel principal e vendeu os direitos de exibição para William Goetz, que possuía um contrato com a Columbia Pictures. As filmagens começaram em 25 de agosto de 1955.

### Música
O título foi alterado para capitalizar o sucesso da canção popular "Autumn Leaves", cantada por Nat King Cole. A personagem de Crawford gosta da música, mas a canção não é identificada pelo nome no roteiro. A interpretação de Cole é usada na sequência de abertura e nos créditos finais do filme.
O título original da música é "Les feuilles mortes", com melodia de Joseph Kosma e letra de Jacques Prévert. A letra da versão inglesa foi escrita pelo compositor estadunidense Johnny Mercer em 1949. A canção foi apresentada por Yves Montand no longa-metragem francês "Les Portes de la Nuit" (1946).

## Recepção
Embora Bosley Crowther tenha criticado negativamente o filme em sua crítica para o The New York Times (chamando-o de "conto sombrio"), Lawrence J. Quirk, em sua crítica para o Motion Picture Herald; e William Zinsser, em sua crítica para o New York Herald Tribune, comentaram favoravelmente sobre o filme. "Autumn Leaves" foi um modesto sucesso de bilheteria, principalmente entre as fãs mulheres de Crawford.
Joan gostou muito do filme, considerando-o o "melhor filme de mulher mais velha/homem mais jovem já feito", e acrescentou: "Tudo deu certo em Autumn Leaves. O elenco era perfeito, o roteiro era bom e acho que Bob [Aldrich] lidou bem com tudo. Eu realmente acho que Cliff fez um trabalho estupendo; outro ator cuspiria suas falas e mastigaria o cenário, mas ele evitou essa armadilha. Acho que o filme como um todo foi muito melhor do que alguns dos filmes românticos que fiz no passado […] mas, de alguma forma, nunca se tornou muito conhecido. Foi eclipsado pelo filme que fiz com Bette Davis".
O filme cresceu entre os fãs de Aldrich desde sua estreia em 1956, e agora é considerado um dos melhores filmes do diretor. Dan Callahan, da Slant Magazine, escreveu: "Todos os primeiros trabalhos de Aldrich são intrigantes, mas Autumn Leaves é sua joia secreta. Hoje em dia, o filme é considerado camp por causa de sua estrela, Joan Crawford, mas Aldrich traz definições claras para este filme feminino. A colisão de seu estilo valentão com o material novelesco cria um filme que nunca perde sua tensão nauseante".
Crawford e Aldrich anunciaram planos para fazer outro filme juntos, "Storm in the Sun", mas os planos não foram para frente depois que Aldrich teve um desentendimento com a Columbia. No entanto, os dois trabalharam juntos novamente em "What Ever Happened to Baby Jane?" (1962).

## Prêmios e indicações
| Ano  | Cerimônia                                  | Categoria                       | Indicado       | Resultado | Ref.   |
| ---- | ------------------------------------------ | ------------------------------- | -------------- | --------- | ------ |
| 1956 | Festival Internacional de Cinema de Berlim | Urso de Prata de melhor diretor | Robert Aldrich | Venceu    | [ 14 ] |